# Ecozona neartica

L'ecozona neartica

Il Neartico o ecozona neartica è l'ecozona che comprende le ecoregioni terrestri dell'America settentrionale (esclusa l'America centrale). Comprende gli interi territori della Groenlandia, del Canada e degli Stati Uniti d'America e le regioni centrosettentrionali del Messico. Ha una fauna distinta dal Neotropico, dovuta in parte allo stretto istmo di Panama. Anche la vita vegetale è alquanto diversificata.
Insieme all'ecozona paleartica costituisce l'ecozona olartica.
I biomi presenti in questa regione sono la tundra, la taiga, la foresta decidua temperata, la prateria temperata, il deserto temperato. Lungo la costa del Pacifico sono inoltre ubicate a nord la foresta pluviale temperata e a sud gli ecosistemi mediterranei, mentre lungo la costa del Golfo del Messico e la zona meridionale della costa atlantica sono ubicate le mangrovie.